# Bas les pattes ! (film)
Pour plus de détails, voir Fiche technique et Distribution.
Bas les pattes ! (Claws for Alarm) est un court métrage d'animation américain de la série Merrie Melodies mettant en scène Porky Pig et Sylvestre le chat, réalisé par Chuck Jones et produit par la Warner Bros. Cartoons, sorti en 1954.

## Fiche technique
Source IMDb
- Réalisation : Chuck Jones
- Scénario : Michael Maltese
- Musique : Carl W. Stalling (non crédité)
- Montage : Treg Brown (non crédité)
- Pays de production : États-Unis
- Langue : anglais
- Genre : dessin animé comique
- Format : couleurs (Technicolor) - 35 m - 1,37:1 - son mono - procédé cinématographique : sphérique
- Durée : 7 minutes
- Date de sortie : 
  - États-Unis : 22 mai 1954

### Animation
Animateurs :
- Ken Harris
- Abe Levitow
- Richard Thompson (en)
- Lloyd Vaughan (en)
- Ben Washam (en)

Mise en place :
- Maurice Noble

Décors  :
- Philip DeGuard (sous le nom de Phil Deguard)

## Distribution
Voix originales :
- Mel Blanc : Porky Pig et Sylvestre le chat

Voix françaises :
- Michel Mella :